# Roland Gladu
Joseph Albert Roland Édouard Gladu (10 mai 1911 – 26 juillet 1994) est un ancien joueur des Ligues majeures de baseball.

## Carrière
Né à Montréal, au Québec, en 1911, Roland Gladu fait ses classes dans les ligues mineures avec, entre autres, les Royaux de Montréal (1932-1933) et les Athlétiques de Québec (1940-1942). Il joue au poste de voltigeur pour les Royaux, et comme joueur de premier et troisième but pour les Athlétiques.
En 1936, il a joué et dirigé une équipe de la London Major League  Baseball en Grande-Bretagne, les Hammers de West Ham. Il y hérite du surnom « Babe Ruth of Canada ».
Gladu a atteint les majeures en 1944, jouant 21 parties pour les Braves de Boston, surtout comme troisième but, mais aussi comme voltigeur. Il frappe 16 coups sûrs, dont un coup de circuit et maintient une moyenne au bâton de, 242. Il totalise 7 points produits et 5 points marqués.
En 1946, Roland Gladu a été l'un des 18 joueurs bannis de la nouvelle ligue mexicaine de baseball, après être revenu sur leur décision de jouer avec une équipe du Mexique pour éviter d'être banni pour 5 ans du baseball organisé aux États-Unis.
Dans les années 1950, Gladu est dépisteur pour les Braves de Milwaukee. Il conseille aux Braves de recruter les Québécois Ron Piché et Claude Raymond.
Roland Gladu est décédé à Montréal le 26 juillet 1994 à l'âge de 83 ans.